# 村井進
村井 進（むらい すすむ、1947年3月9日 - ）は、日本のプロゴルファー。

## 来歴
1972年にプロ入り。
5度目の挑戦でプロ合格も鳴かず飛ばずであった室田淳に声をかけ、練習やトレーニングを共にするようになったほか、室田に上原宏一を紹介している。
1984年に上原とペアを組んだアコムダブルスでは初日に10アンダー62で湯原信光&デビッド・イシイ（ アメリカ合衆国）ペア・白浜育男&白浜敏司兄弟ペアと並んでの首位タイでスタートし、3日目には新関善美&藤木三郎ペア・菊地勝司&浅井教司ペア・飯合肇&小川清二ペア・松本紀彦&小林恵一ペアと並んでの4位タイに着けた。
1984年のゴルフダイジェストトーナメントでは初日を野口茂・倉本昌弘・森憲二・鳥沢利一・稲垣太成と並んでの7位タイでスタートし、1990年の関東プロを最後にレギュラーツアーから引退。

## 主な優勝
- 1983年 - 埼玉オープン